# Disc galactic

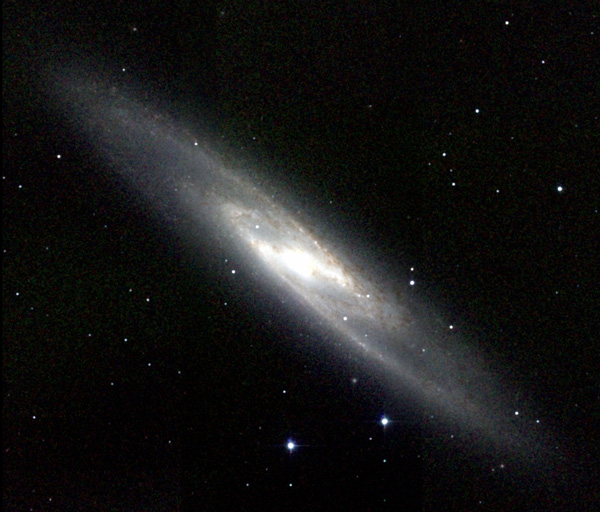
Exemplu de disc galactic în galaxia din constelația Sculptorul (NGC 253)

Hartă stelară din apropierea Soarelui din Calea Lactee, cuprinzând cele 2.000 de stele mai strălucitoare situate la mai puțin de 500 de parseci, după releveurile obținute de satelitul Hipparcos. Centrul galactic ar fi situat la 8.000 de parseci spre dreapta. Soarele este figurat cu albastru în centru. Discul galactic este pus în evidență prin densitatea stelelor strălucitoare din centrul imaginii.

Un disc galactic este o regiune a galaxiilor cu disc, așa cum sunt galaxiile spirale sau galaxiile lenticulare.
Discul galactic este planul în care se află brațele spirale și discul galaxiilor cu disc. Galaxiile cu disc au tendința să conțină mai mult gaz și praf și să aibă stele mai tinere decât bulbii galactici sau decât halourile galactice. Viteza orbitală a stelelor din discul celor mai multe galaxii nu este coerentă cu masa calculată pentru galaxie.

## Componente gazoase
Cea mai mare parte a gazului unei galaxii de disc se află în interiorul discului. Atât hidrogenul atomic rece (HI) cât și hidrogenul molecular (HII) cald formează cea mai mare parte a componentei gazoase a discului. Acest gaz serveste drept combustibil pentru formarea de noi stele pe disc. Deși distribuția gazului pe disc nu este la fel de bine definită ca distribuția stelarului, se înțelege (de la emisia de 21 cm) că hidrogenul atomic este distribuit destul de uniform pe tot discul. Emisia de 21 cm de către HI arată, de asemenea, că componenta gazoasă poate exploda în regiunile exterioare ale galaxiei. Abundența hidrogenului molecular face ca acesta să fie un mare candidat pentru a ajuta la urmărirea dinamicii în interiorul discului. Ca și stelele de pe disc, aglomerările sau norii de gaz urmează aproximativ orbite circulare în jurul centrului galactic. Viteza circulară a gazului din disc este puternic corelată cu luminozitatea galaxiei. Această relație devine mai puternică atunci când se ia în considerare și masa stelară.

## Structura Calei Lactee
Trei componente stelare cu înălțimi variabile ale scării pot fi distinse pe discul galactic Calea Lactee: discul subțire tânăr, discul subțire vechi și discul gros. Discul subțire tânăr este o regiune în care are loc formarea stelelor și conține cele mai tinere stele ale Calei Lactee și cea mai mare parte a gazului și a prafului. Înălțimea scării acestei componente este de aproximativ 100 pc. Discul subțire vechi are o înălțime a scării de aproximativ 325 pc, în timp ce discul gros are o înălțime a scării de 1,5 kpc. Deși stelele se mișcă în primul rând pe disc, ele prezintă o mișcare suficient de aleatoare în direcția perpendiculară pe disc, pentru a avea ca rezultat înălțimi diferite  ale scării pentru componente diferite  ale discului. Stelele din discul subțire al Calei Lactee tind să aibă proprietăți metalice mai mari comparativ cu stelele din discul gros.